# Gleaves (Schiff)
Die USS Gleaves (DD-423) war ein Zerstörer der US-Marine und Typschiff der Gleaves-Klasse. Sie nahm im Atlantik am Zweiten Weltkrieg teil. Nach dem Ende des Zweiten Weltkriegs war sie von Juni 1945 bis Januar 1946 an der Operation Magic Carpet im Pazifik beteiligt.

## Namensgeber
Admiral Albert Gleaves (1858–1937) war Offizier der United States Navy. Nach 1919 führte er Versuche zu Artillerie und Torpedos durch. Dabei gelang es ihm, den Torpedo zu einer Präzisionswaffe weiterzuentwickeln. Er veröffentlichte außerdem mehrere Bücher.

## Technik

### Rumpf und Antrieb
Der Rumpf der USS Gleaves war 106,15 m lang und 11 m breit. Der Tiefgang betrug 3,61 m, die Verdrängung 1.630 Tonnen. Der Antrieb des Schiffs erfolgte durch zwei Dampfturbinen von General Electric, der Dampf wurde in vier Kesseln erzeugt. Die Leistung betrug 50.000 Wellen-PS, die Höchstgeschwindigkeit lag bei 37,4 Knoten.

### Bewaffnung und Elektronik
Hauptbewaffnung der USS Gleaves  waren bei Indienststellung ihre fünf 5-Zoll/127-mm-Mark-30-Einzeltürme. Dazu kamen diverse Flugabwehrkanonen, die im Laufe des Krieges immer weiter verstärkt wurden.

## Geschichte
Die USS Gleaves wurde am 16. Mai 1939 bei Bath Iron Works auf Kiel gelegt und lief am 9. Dezember 1940 vom Stapel. Taufpatinnen waren Miss Evelina Gleaves van Metre und Miss Clothilda Florence Cohen, die Enkeltöchter von Admiral Gleaves. Am 14. Juni 1940 wurde das Schiff unter dem Kommando von Commander E. H. Pierce in Dienst gestellt.
Nach Trainingsfahrten bis 19. März 1941 in der Karibik und entlang der Ostküste, war die USS Gleaves Teil der TaskForce 19 und nahm an der Besetzung Islands vom 1. Juli bis 7. Juli 1941 teil.
Ab Anfang September 1941 begann die USS Gleaves Konvois von und nach Neufundland, Island und Nordirland zu eskortieren. Sie beschützte die für das Vereinigte Königreich wichtige Versorgungslinie vor und nach dem Eintritt der USA in den Zweiten Weltkrieg.

## Begleitete Konvois
| Konvoi | Begleitgruppe | Daten                    | Anmerkungen                                                            |
| ------ | ------------- | ------------------------ | ---------------------------------------------------------------------- |
| ON 18  |               | 24. Sept. – 2. Okt. 1941 | von Island nach Neufundland, vor der US-amerikanischen Kriegserklärung |
| HX 154 |               | 12. – 19. Sept. 1941     | von Neufundland nach Island, vor der US-amerikanischen Kriegserklärung |
| ON 30  |               | 2. – 9. Okt. 1941        | von Island nach Neufundland, vor der US-amerikanischen Kriegserklärung |
| HX 164 |               | 10. – 19. Dez. 1941      | von Neufundland nach Island                                            |
| ON 49  |               | 27. Dez. – 5. Jan. 1942  | von Island nach Neufundland                                            |
| HX 171 |               | 22. – 30. Jan. 1942      | von Neufundland nach Island                                            |
| ON 62  |               | 7. – 13. Feb. 1942       | von Island nach Neufundland                                            |
| HX 178 | MOEF group A3 | 6. – 16. Mär. 1942       | von Neufundland nach Nordirland                                        |
| ON 79  | MOEF group A3 | 24. Mär. – 3. Apr. 1942  | von Nordirland nach Neufundland                                        |
| HX 185 | MOEF group A3 | 18. – 26. Apr. 1942      | von Neufundland nach Nordirland                                        |
| ON 92  | MOEF group A3 | 7. – 18. Mai 1942        | von Nordirland nach Neufundland                                        |
| AT 18  |               | 6. – 17. Aug. 1942       | Truppentransporter von New York City nach Firth of Clyde               |

## Der europäische Kriegsschauplatz
Die Gleaves nahm an der alliierten Landung in Sizilien teil. Nach Hilfs- und Begleitfahrten nahmen die Gleaves und die Plunkett die Kapitulation der italienischen Garnison in Ustica am 5. August 1943 entgegen. Anschließend beschoss sie das Italienische Festland und half im September bei dem Landeunternehmen in Salerno sowie bei der Landung in Anzio.
Bei der Invasion in Südfrankreich im August 1944 beschoss sie Einrichtungen an Land, schirmte andere Einheiten ab und unterstützte die Rangers bei der Landung.
Am 1. Oktober 1944 entdeckten Aufklärer im Hafen von San Remo deutsche Torpedo-Schnellboote. Beim anschließenden Beschuss zerstörte die Gleaves mindestens drei dieser Boote, deren Reparatureinrichtungen und andere Einrichtungen im Hafen, darunter auch mindestens eine 8,8-cm-FlaK 18/36/37. Am folgenden Tag beschoss sie, mit der Unterstützung von Flugzeugen des Trägers USS Brooklyn, den Hafen von Oneglia. Während der anschließenden Nacht konnte die Gleaves von drei deutschen Booten zwei ausschalten. Ein Angriff durch fünf Kamikaze-Boote konnte durch das Versenken von vier Booten und das Aufbringen des Fünften am nächsten Morgen abgewehrt werden.
Ab Dezember 1944 bis Februar 1945 wurde in der Nähe der Italienisch- /Französischen Front Feuerschutz gegeben, um danach den Rückweg in die USA anzutreten.
Nach Aufrüstung und einer Trainingsphase in der Karibik verließ die Gleaves am 30. Juni 1945 Guantanamo Bay und erreichte am 4. August 1945 Pearl Harbor. Von dort aus beteiligte sie sich an der Besetzung von Nagasaki im September 1945. Danach war sie im Konvoydienst beschäftigt und half bei der Rettung und Versorgung nach dem Wirbelsturm vom 29. September 1945 in der Philippinensee.

## Nach dem Krieg
Am frühen Abend des 23. November 1945 wurde an Bord der Adabelle Lykes, mit 2000 Personen auf dem Weg von Shanghai nach San Francisco, ein Pockeninfizierter entdeckt. Vom nächstgelegenen Hafen Adak aus verließ die Gleaves ihren Liegeplatz und erreicht am 25. November 1945 um 14.00 Uhr die Adabelle Lykes und versorgte sie mit Impfstoffen und Penicillin.
Mit 300 Veteranen verließ sie im Zuge der Operation Magic Carpet die Aleuten und erreichte am 10. Dezember 1945 Seattle. Sie erreichte San Francisco, welches sie am 2. Januar 1946 wieder verließ.

## Verbleib
Am 18. Januar 1946 erreichte die USS Gleaves Charleston, um am 8. Mai 1946 außer Dienst gestellt und der Reserveflotte zugeteilt zu werden. Am 1. November 1969 wurde sie aus dem Naval Vessel Register gestrichen.
Sie wurde am 29. Juni 1972 verkauft und anschließend verschrottet.

## Auszeichnungen
Die USS Gleaves erhielt fünf Battle Stars für ihre Dienste während des II. Weltkriegs:
- 1 Star für die Besetzung Siziliens – vom 9. bis 15. Juli 1943 und vom 28. Juli bis 17. August 1943
- 1 Star für Landung vor Salerno – vom 9. bis 21. September 1943
- 1 Star für Operationen an der West Küste von Italien – Anzio-Nettuno – 22. bis 28. Januar 1944
- 1 Star für den Kampf gegen U-Boote im Mittelmeer – 14. Mai 1944
- 1 Star für die Invasion in Süd Frankreich – vom 15. August bis 25. September 1944